# Betliar (kaštel)
Betliar je kaštel na okraji stejnojmenné vesnice u Rožňavy v Košickém kraji na  Slovensku.

## Historie
Kaštel pochází z počátku 18. století a byl postaven na místě bývalého renesančního kaštelu Bebeků. Dal ho postavit Štefan Andráši jako opevněný patrový kaštel se čtyřmi nárožními věžemi. Také další přestavby v letech 1792–1795 a 1880–1886 se vážou k rodu Andrášiů, který kromě kaštelu vlastnil také hrad Krásna Hôrka a majetky a doly v okolí Rožňavy. Po klasicistní přestavbě a rozšíření jižní části a průčelí, následovala rozsáhlejší pseudoslohová úprava s nadstavbou druhého patra, která dala kaštelu podobu francouzské myslivecké stavby.

## Interiér
Andrášiové zaplnili kaštel množstvím vzácného nábytku, uměleckých děl a sbírek. Původní knihovnu založil Leopold Andráši ve druhé polovině 18. století. Její interiér pochází z let 1792–1795. Fond se skládá převážně z vědecké literatury 18. a 19. století. Převahu sbírek tvoří malířská díla, zejména obrazy realistů 19. století. Druhou část sbírek tvoří dovezené exotické předměty a lovecké trofeje, které nemají stejnou hodnotu jako umělecké sbírky. 

## Exteriér
Koncem 18. století začali Andrášiové budovat přírodní park. Později ho rozšiřovali a doplňovali dalšími dendrologickými vzácnostmi. Nachází se v něm vzácné exotické stromy a zbytky prastarého tisového lesa. Park zpestřují nejen jezírka, ale také menší zahradní stavby (pavilony, groty, vodomety). V areálu se také nachází Hermova studna z poloviny 19. století. V současnosti má park rozlohu 80 ha. Komplex areálu kaštelu v Betliaru byl v roce 1985 vyhlášen vládou Slovenské socialistické republiky za národní kulturní památku jako vzácné kulturně-historické dědictví několika století.